# Martainville, Calvados

Martainville este o comună în departamentul Calvados, Franța. În 1 ianuarie 2022 avea o populație de 119 de locuitori.